# 아르투르 플레프스

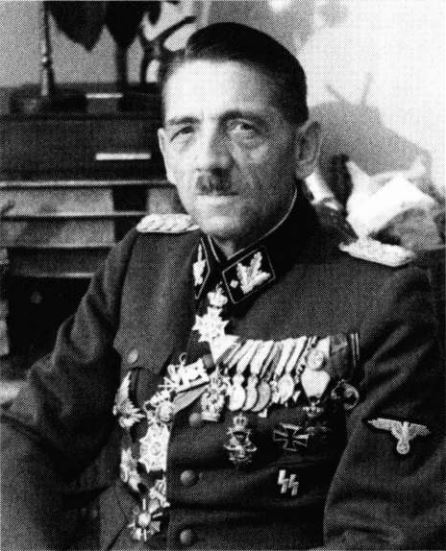
1942년 모습

아르투르 구스타프 마르틴 플레프스(독일어: Artur Gustav Martin Phleps, 1881년 11월 29일 ~ 1944년 9월 21일)는 오스트리아-헝가리, 루마니아, 나치 독일의 육군 장교로, 제2차 세계 대전 당시 무장친위대(Waffen-SS)에서 상급집단지도자(SS-Obergruppenführer und General der Waffen-SS, 중장) 직위를 맡았다. 전후 뉘른베르크 재판에서 플레프스가 고위 장교였던 무장친위대는 전쟁 범죄와 반인도적 범죄에 크게 관여했다는 이유로 범죄 조직으로 선언되었다. 제1차 세계 대전 이전과 도중에 오스트리아-헝가리 육군 장교였던 플레프스는 산악 전투와 병참을 전문으로 했으며 전쟁이 끝날 무렵 중령(Oberstleutnant)으로 승진했다. 전간기 동안 그는 루마니아군에 입대하여 소장(General-locotenent)의 지위에 올랐고, 또한 카롤 왕의 고문이 되었다. 그는 정부에 반대하는 발언을 한 후 제외되었고 군대에서 해고하라는 요청을 받았다.
1941년에 루마니아를 떠나 연대지도자(SS-Standartenführer, 대령)로 독일 무장친위대에 합류했으며 어머니의 결혼 전 이름인 스톨츠(Stolz)를 사용했다. 제5SS기갑사단 비킹(Wiking)의 연대 사령관으로서 동부 전선 (제2차 세계 대전)에서의 활동을 목격한 그는 나중에 제7SS의용산악사단 프린츠 오이겐(Prinz Eugen)을 창설하여 지휘했고, 친위대 제13무장산악사단 한트샤르을 창설했으며 제5SS산악군단을 지휘했다. 그의 지휘하에 있는 부대는 크로아티아 독립국, 독일이 점령한 세르비아 영토, 이탈리아 몬테네그로 총독의 민간인을 대상으로 많은 범죄를 저질렀다. 그의 최종 임명은 남부 지벤뷔르겐(트란실바니아)과 바나트의 전권대사였으며, 그 동안 그는 지벤뷔르겐의 민족독일인(Volksdeutsche)을 제국으로 대피시키는 일을 조직했다. 기사십자 철십자장 외에도 플렙스는 독일 금십자훈장을 받았으며, 1944년 9월 소련군에게 포위되어 사망한 후 기사십자에 오크잎 훈장을 수여 받았다.